# Осейдж (округ, Канзас)
Шаблон:StateAbbr_ 38°39′00″ пн. ш. 95°44′00″ зх. д. / 38.65° пн. ш. 95.7333° зх. д.
Округ Осейдж (англ. Osage County) — округ (графство) у штаті Канзас, США. Ідентифікатор округу 20139.

## Історія
Округ утворений 1859 року.

## Демографія
За даними перепису
2000 року
загальне населення округу становило 16712 осіб, усе сільське.
Серед мешканців округу чоловіків було 8184, а жінок — 8528. В окрузі було 6490 домогосподарств, 4737 родин, які мешкали в 7018 будинках.
Середній розмір родини становив 2,99.
Віковий розподіл населення поданий у таблиці:
| Стать    | До 15 років | 15-21 | 22-29 | 30-39 | 40-49 | 50-65 | 65-85 | Понад 85 |
| -------- | ----------- | ----- | ----- | ----- | ----- | ----- | ----- | -------- |
| Чоловіки | 1878        | 785   | 587   | 1091  | 1321  | 1388  | 1006  | 128      |
| Жінки    | 1804        | 716   | 654   | 1169  | 1316  | 1355  | 1216  | 298      |

## Суміжні округи
- Шоні — північ
- Дуглас — північний схід
- Франклін — схід
- Коффі — південь
- Лайон — південний захід
- Вабонсі — північний захід

## Виноски
1. ↑  U.S. Decennial Census. United States Census Bureau. Процитовано 27 липня 2014.
2. ↑  Historical Census Browser. University of Virginia Library. Архів оригіналу за 30 травня 2019. Процитовано 27 липня 2014.
3. ↑  Population of Counties by Decennial Census: 1900 to 1990. United States Census Bureau. Процитовано 27 липня 2014.
4. ↑  Census 2000 PHC-T-4. Ranking Tables for Counties: 1990 and 2000 (PDF). United States Census Bureau. Процитовано 27 липня 2014.
5. ↑  State & County QuickFacts. United States Census Bureau. Архів оригіналу за 2 липня 2011. Процитовано 27 липня 2014.(англ.) Наведено за англійською вікіпедією.
6. ↑  American FactFinder. Бюро перепису населення США. Архів оригіналу за 26 лютого 2012. Процитовано 31 січня 2008.

| США | Це незавершена стаття з географії США. Ви можете допомогти проєкту, виправивши або дописавши її. |